# Лоу, Чад
Чад Лоу (англ. Chad Lowe, род. 15 января 1968) — американский актёр и телевизионный режиссёр. Лоу получил известность в середине восьмидесятых, став кумиром подростков, одновременно со своим братом Робом Лоу.
Лоу впервые стал известен благодаря заглавной роли в ситкоме «Спенсер» (1984—1985), а после снялся в ряде подростковых проектов. С 1991 по 1993 год он играл роль ВИЧ-инфицированного подростка в драматическом сериале «Жизнь продолжается». В 1993 году, за сезон в котором его герой умирает, Лоу выиграл премию «Эмми» за лучшую мужскую роль второго плана в драматическом телесериале, став тем самым одним из самых молодых мужчин-лауреатов премии.
После выигрыша «Эмми» карьера Лоу складывалась в основном в телевизионных фильмах, в основном совпадающих с тематикой мыльных опер. Он играл второстепенные роли в сериалах «Мелроуз Плейс», «Лучшие», «Сейчас или никогда», «Скорая помощь» и «24 часа». Начиная с 2010 года он играет роль Байрона Монтгомери, отца главной героини в сериале «Милые обманщицы».
С 1997 по 2007 год Лоу был женат на Хилари Суонк. В 2000 году, когда Суонк выиграла свой первый «Оскар», в прессе долго обсуждали как она забыла упомянуть мужа в своей речи при получении награды.
28 августа 2010 женился на продюсере Ким Пэйнтер. У пары три дочери: Мэйбл Пэйнтер Лоу (род. 16 мая 2009), Фиона Хеплер Лоу (род. 15 ноября 2012) и Никси Барбара Лоу (род. 18 марта 2016).